# Ōiwa Gō
Oiwa Go (sinh ngày 23 tháng 6 năm 1972) là một cựu cầu thủ bóng đá người Nhật Bản, hiện đang là huấn luyện viên trưởng của Đội tuyển bóng đá U-23 quốc gia Nhật Bản.

## Đội tuyển bóng đá quốc gia Nhật Bản
Oiwa Go thi đấu cho đội tuyển bóng đá quốc gia Nhật Bản từ năm 2000.

## Thống kê sự nghiệp
| Đội tuyển bóng đá Nhật Bản | Đội tuyển bóng đá Nhật Bản | Đội tuyển bóng đá Nhật Bản |
| Năm                        | Trận                       | Bàn                        |
| -------------------------- | -------------------------- | -------------------------- |
| 2000                       | 3                          | 0                          |
| Tổng cộng                  | 3                          | 0                          |